# Bisle State Forest, Sakleshpur
Bisle State Forest là một làng thuộc tehsil Sakleshpur, huyện Hassan, bang Karnataka, Ấn Độ.